# Poder Judicial de Uruguay
El Poder Judicial de Uruguay es uno de los poderes  que conforman el Estado de la República Oriental del Uruguay, siendo su cometido primordial la función jurisdiccional en los ámbitos penal, civil, familia y laboral, en primera y segunda instancia, como así también la casación.
Se encuentran excluidas de su competencia la materia penal militar y la contencioso administrativa de anulación, atribuidas a la Justicia Militar (dependiente del Ministerio de Defensa Nacional) y al Tribunal de lo Contencioso Administrativo, respectivamente. 
El Poder Judicial está dividido en Juzgados y Tribunales, habiéndose adoptado el sistema colegiado (más eficaz) para los organismos superiores y el unipersonal (más rápido) para los inferiores.

## Organización del Poder Judicial

El Palacio Piria, sede del Poder Judicial y de la Suprema Corte de Justicia, frente al mismo, también se puede observar el Palacio de los Tribunales.

### Suprema Corte de Justicia
Se compone de cinco miembros elegidos por la Asamblea General Legislativa
Para ser miembro de la Suprema Corte de Justicia se requiere:
1. Cuarenta años cumplidos de edad.
2. Ciudadanía natural en ejercicio, o legal con diez años de ejercicio y veinticinco años de residencia en el país.
3. Ser abogado con diez años de antigüedad o haber ejercido con esa calidad la Judicatura o el Ministerio Público o Fiscal por espacio de ocho años.
4. Se puede ser hasta los 70 años de edad.

### Tribunales de Apelaciones
Se componen por tres miembros elegidos por la Suprema Corte con la aprobación de la Cámara de Senadores o la Comisión Permanente.
Para ser miembro de un Tribunal de Apelaciones, se requiere:
1. Treinta y cinco años cumplidos de edad.
2. Ciudadanía natural en ejercicio, o legal con siete años de ejercicio.
3. Ser abogado con ocho años de antigüedad o haber ejercido con esa calidad la Judicatura o el Ministerio Público o Fiscal por espacio de seis años.

Hay cuatro Tribunales de Apelaciones Laborales, que entienden en los asuntos de trabajo por apelación de asuntos que vienen de los Juzgados de Trabajo de Montevideo y de los Letrados del interior. Hay siete Civiles, que entienden en apelación en todas las demás materias (civil, comercial, contencioso administrativo), dos de Familia (entienden en apelaciones de sentencias dictadas por los Juzgados Letrados de Familia, Familia Especializados, Adolescentes y Letrados del interior en esas materias) y cuatro Penales.

### Juzgados Letrados
Después están los diversos juzgados letrados que en Montevideo tienen especialidad en: lo Contencioso Administrativo, Penal, Ejecución Penal, Aduana, Civil, Familia, Laboral, Menores, Concursos, y Familia de Urgencia, Penal Especializado en el Crimen Organizado. En el interior también exiten Juzgados De Familia, Laboral, civil, Familia especializados, muchos de ellos concentrados en un mismo Juzgado que se llaman multimateria.
Para ser Juez Letrado, se requiere:
1. Veintiocho años cumplidos de edad.
2. Ciudadanía natural en ejercicio, o legal con cuatro años de ejercicio.
3. Ser abogado con cuatro años de antigüedad o haber pertenecido con esa calidad por espacio de dos años al Ministerio Público o Fiscal o a la Justicia de Paz.

### Juzgados de Faltas
Son dos juzgados de faltas con competencia territorial y asiento en Montevideo. Entienden en instancia única en esa materia. También existen Juzgados de Faltas en el interior.

### Juzgados de Conciliación
Son cuatro juzgados con competencia territorial y asiento en Montevideo. Previo al inicio de determinados juicios, la ley requiere que se intente la conciliación ante un juez.

### Juzgados de Paz
Los Juzgados de Paz se dividen a su vez en seis categorías: Paz Departamentales de la Capital, Paz Departamentales del Interior, Paz de Ciudad, Paz de 1a Categoría, Paz de 2a Categoría y Paz rurales. 
Las diferencias entre los dos primeros es que los de la Capital tienen jurisdicción y asiento en Montevideo (son 35), mientras que los segundos tienen asiento en todo lugar del país donde exista un Juzgado Letrado -capitales departamentales y ciudades populosas del Interior-, a su vez, estos últimos son competentes en materia de Faltas y muchos de ellos tienen también a cargo la Oficina del Registro Civil local.
Los restantes juzgados de paz están diseminados en el territorio nacional y, dependiendo de la población de cada localidad, se dividen en las mencionadas categorías.
Para ser juez de paz se requiere:
1. Veinticinco años cumplidos de edad.
2. Ciudadanía natural en ejercicio, o legal con dos años de ejercicio.

A las calidades enunciadas, se deberán agregar la de abogado para ser juez de paz en el departamento de Montevideo y la de abogado o escribano público para serlo en las capitales y ciudades de los demás departamentos.

## Competencia
Todos los juzgados dividen sus funciones (competencias) en razón de materia (civil, laboral, penal,  familia), de lugar y según la importancia del asunto (cuantía). Las cuantías son fijadas por la Suprema Corte y van reajustándose.